# 熊野神社 (横須賀市長井)
熊野神社（くまのじんじゃ）は、神奈川県横須賀市長井にある神社。地名を冠して長井熊野神社（ながいくまのじんじゃ）とも称される。
現在は横浜市青葉区にある神鳥前川神社の兼務社となっている。

## 概要
横須賀市の南西部・長井地区の沿岸部、荒井海岸を見下ろす形で、長井漆山漁港と長井新井漁港の狭間に鎮座している。
創建は建久3年（1192年）、源頼朝の家臣・鈴木重家の子・鈴木家長がこの地に移り住み、故郷である熊野地方の熊野権現を勧請したことに始まるとされ、長井地区の総鎮守となっている。
11月の例大祭に加え、7月には久里浜地区と同じく、八雲神社（牛頭天王社）由来の夏祭り（お天王様、いわゆる祇園祭）が開かれている。

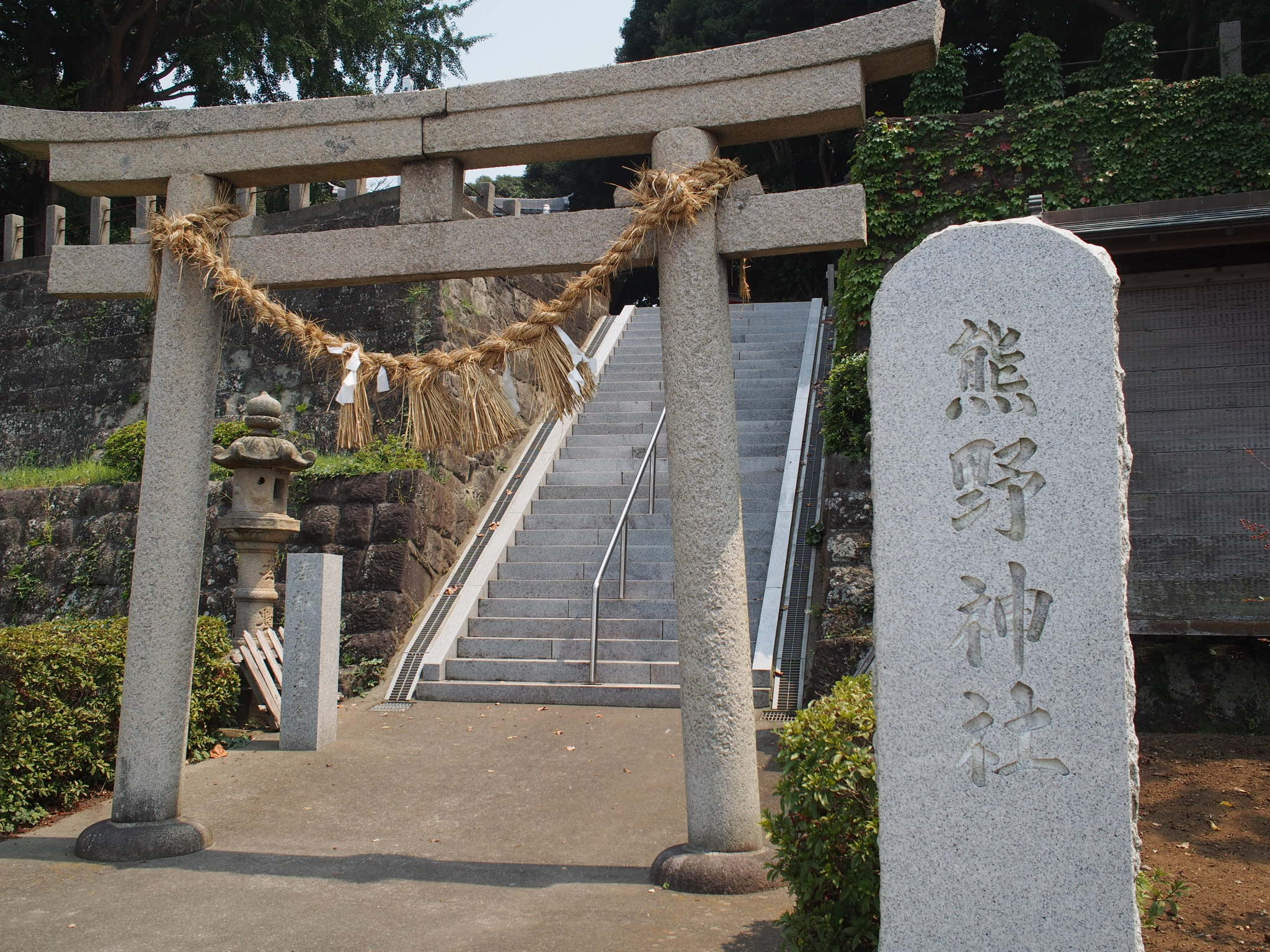
鳥居と社号標
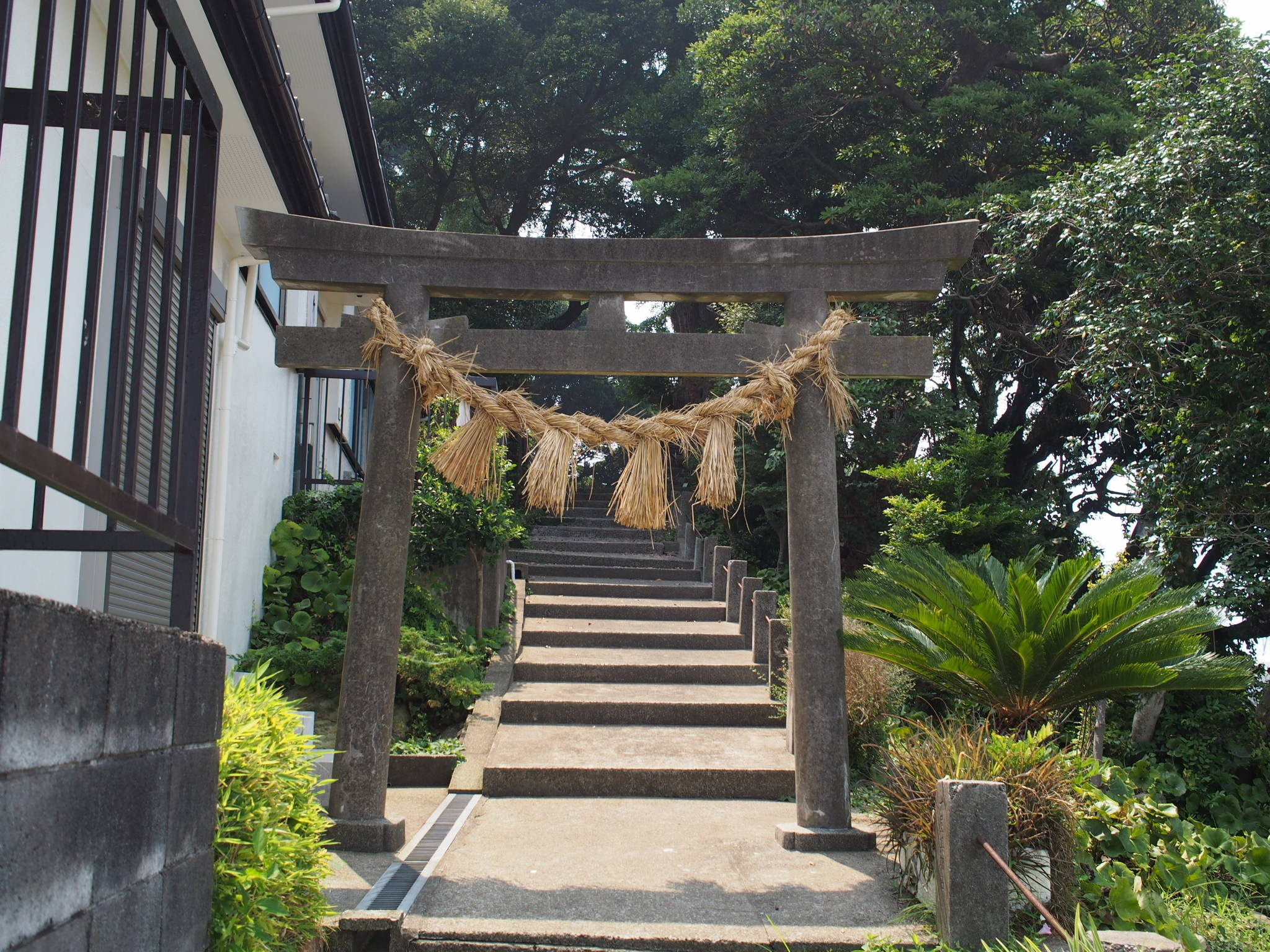
鳥居（北方社務所側）

## 祭神
- 天照大神
- 伊邪那岐尊
- 伊邪那美尊